# Acroctena fissura
Acroctena fissura är en fjärilsart som beskrevs av Saalmüller 1884. Acroctena fissura ingår i släktet Acroctena och familjen tandspinnare. Inga underarter finns listade i Catalogue of Life.